# Convento de las Monjas Concepciones (Caracas)
El Convento de las Monjas Concepciones (también llamado Convento de las Hermanas de la Concepción) es el nombre que recibe un convento del siglo XVII de la Iglesia católica localizado en lo que en la actualidad es el Municipio Libertador de Caracas, al oeste del Distrito Capital y al centro norte del país sudamericano de Venezuela. Establecido en una casa colonial de una familia española, que pertenecía a la señora Juana de Villela, viuda del Capitán Don Lorenzo Martínez, lo que antes fue una fábrica con una licencia real se transformó en un convento.
Décadas después de que Venezuela obtuviese su independencia de España, el gobierno del General Antonio Guzmán Blanco ordenó por decreto cerrar todos los conventos del país (1874) y obligó a las monjas a abandonar el edificio, que posteriormente sería demolido, esto a pesar de las suplicas y críticas que generó el hecho. Para 1875 ya demolida la antigua estructura, el gobierno de Guzmán Blanco ordenó construir lo que es hoy el Palacio Federal Legislativo,  también llamado Capitolio Federal, sede del parlamento nacional desde entonces. Debido a la historia religiosa del lugar, la Esquina de las Monjas recibe su actual denominación.